# Expert Opinion on Therapeutic Targets
Expert Opinion on Therapeutic Targets, abgekürzt Expert Opin. Ther. Targets, ist eine wissenschaftliche Fachzeitschrift, die vom Taylor & Francis-Verlag veröffentlicht wird. Die Zeitschrift erscheint derzeit mit zwölf Ausgaben im Jahr. Es werden Arbeiten zu neuen molekularen Zielstrukturen veröffentlicht.
Der Impact Factor lag im Jahr 2014 bei 5,139. Nach der Statistik des ISI Web of Knowledge wird das Journal mit diesem Impact Factor in der Kategorie Pharmakologie und Pharmazie an 18. Stelle von 254 Zeitschriften geführt.